# Радянський селянин
«Радянський селянин» — популярний ілюстрований двотижневик, видання Наркомзему УРСР, виходив у 1924–31 в Харкові (162 числа), з 1926 з сільськогосподарчим календарем; редактор В. Рум’янцев.
«Радянський селянин» — призначена для селянства західних областей України газета, орган ЦК КП(б)У; виходила тричі на тиждень у Києві 1945–1949 роках.